# Yim Ho
Yim Ho, chiń. 嚴浩; pinyin Yán Hào (ur. 1952 w Hongkongu) – hongkoński reżyser i scenarzysta filmowy. Przedstawiciel nowej fali w tamtejszym kinie końca lat 70. i 80. XX w. Laureat Srebrnego Niedżwiedzia za najlepszą reżyserię oraz Nagrody FIPRESCI na 46. MFF w Berlinie za film Słońce wszystko słyszy (1996). Rok później w konkursie głównym na 47. Berlinale zaprezentowano jego film Kuchnia (1997).